# بهرام مشحون
بهرام مشحون (به انگلیسی: Bahram Mashhoon) فیزیکدان آمریکایی ایرانی‌الاصل است. او به دلیل تحقیقاتش در زمینه‌های نسبیت عام شهرت دارد. مشحون دانش‌آموختهٔ دانشگاه پرینستون، و اکنون در صنعتی شریف  در حال تدریس میباشد او از شاگردان جان ویلر، فیزیک‌دان آمریکایی نیز بوده‌است.